# Солідарно-пропорційна оплата
Солідарно-пропорційна оплата праці (СПОП) — це методика нарахування заробітної плати, згідно якої працююча особа отримує щомісячну винагороду за працю відповідно до віку. Наприклад, 18 років (повноліття) — 1800 грн за місяць, 19 років — 1900 грн за місяць, 20 років — 2000 грн за місяць, 21 рік — 2100 грн і т. д. Калькуляція робочого часу здійснюєтся відповідно до кодексу законів про працю України. Автор методики Поладич Євген Дмитрович досліджує та вивчає правомірність застосування СПОП з 2007 року.
| Бізнес | Це незавершена стаття про бізнес. Ви можете допомогти проєкту, виправивши або дописавши її. |

| Економіка | Це незавершена стаття з економіки. Ви можете допомогти проєкту, виправивши або дописавши її. |